# Porté-Puymorens
Porté-Puymorens (katalanisch Portè) ist eine französische Gemeinde mit 102 Einwohnern (Stand 1. Januar 2022) im Département Pyrénées-Orientales in der Region Okzitanien. Sie gehört zum Arrondissement Prades und zum Kanton Les Pyrénées catalanes.

## Nachbargemeinden
Nachbargemeinden von Porté-Puymorens sind Mérens-les-Vals (Ariège) im Norden, Angoustrine-Villeneuve-des-Escaldes im Osten, Dorres im Südosten, Enveitg im Süden, Porta im Südwesten, Pas de la Case (Andorra) im Westen und L’Hospitalet-près-l’Andorre (Ariège) im Nordwesten.

## Bevölkerungsentwicklung
| Jahr      | 1962 | 1968 | 1975 | 1982 | 1990 | 1999 | 2013 |
| Einwohner | 185  | 108  | 113  | 119  | 121  | 147  | 125  |

## Sehenswürdigkeiten
- Burgruine Puymorens
- Kirche Notre-Dame